# Robert Kurtz
Robert Joseph Kurtz, C.R., (Chicago, 25 de julho de 1939) é um bispo católico, bispo emérito de Hamilton nas Bermudas.

## Biografia
Filho de Joseph Kruczynski, que encurtou o sobrenome para Kurtz, e Augusta, Robert frequentou duas escolas paroquiais e depois a Resurrectionist Father Weber High School em sua cidade natal de 1953 a 1957. Após se formar na escola, ele se juntou à ordem Ressurreicionista e completou o noviciado em Winnetka. Estudou filosofia, teologia e espanhol no Seminário St. John Cantius em St. Louis e na Universidade Saint Louis, concluindo um mestrado em espanhol. Foi ordenado sacerdote em 11 de março de 1967, pelo Cardeal Joseph Ritter na Catedral de St. Louis. Da ordenação até 1971, ele trabalhou como professor de espanhol.
Depois disso, serviu a comunidade hispânica de uma paróquia católica em Chicago, ao mesmo em que cursava Estudos Bíblicos na Divinity School da Universidade de Chicago. No verão de 1975, foi enviado participar do Capítulo Geral em Roma, onde foi eleito para servir como Assistente do Superior Geral por um período de seis anos. De 1981 a 1993, serviu dois mandatos como Superior Geral dos Ressurreicionistas. Retornou a Chicago, e de 1993 a 1995 foi missionário em Oaxaca (México).
O Papa João Paulo II o nomeou Bispo de Hamilton nas Bermudas em 1º de junho de 1995. O Núncio Apostólico em Trinidad e Tobago, Eugenio Sbarbaro, ordenou-o em 15 de setembro do mesmo ano, na Catedral de Santa Teresa em Hamilton; os co-consagradores foram Brian Leo John Hennessy CR, bispo-emérito de Hamilton nas Bermudas, e Nino Marzoli CR, bispo auxiliar de Santa Cruz de la Sierra.

O Papa Francisco aceitou sua renúncia devido à idade em 13 de junho de 2015. O bispo Kurtz mora em Westmont, perto de Chicago, auxiliando uma paróquia local e a diocese de Joliet em Illinois.